# Santa Leocadia (Lugo)
Santa Leocadia (llamada oficialmente San Pedro de Santa Locaia) es una parroquia española del municipio de Castro de Rey, en la provincia de Lugo, Galicia.

## Organización territorial
La parroquia está formada por dieciséis entidades de población, constando quince de ellas en el nomenclátor del Instituto Nacional de Estadística español:
- A Aldea
- A Cruz
- As Casas Novas
- As Golpilleiras
- As Teixoeiras
- Barxa
- Hedrosa
- O Cordón
- Os Currás
- O Touredal
- Piñor
- Portomuíño
- Prado
- Pumar da Costa
- Sabugueiro
- Sandamil

## Demografía
| Gráfica de evolución demográfica de Santa Leocadia entre 2000 y 2019 |
|                                                                      |
| Datos según el nomenclátor publicado por el INE.                     |